# Хронологія поширення COVID-19 (вересень 2020)
Стаття описує поширення коронавірусу тяжкого гострого респіраторного синдрому-2, що спричинив спалах коронавірусної хвороби 2019, у вересні 2020 року. Уперше хвороба була зареєстрована в місті Ухань у КНР у грудні 2019 року.

## Хронологія пандемії

### 1 вересня
- Канада повідомила про 477 нових випадків хвороби, загальна кількість випадків досягла 129424.[1]
- Фіджі підтвердили один новий випадок хвороби: медсестра заразилася хворобою під час догляду за хворими в контрольованій ізоляції.[2]
- Малайзія повідомила про 14 нових випадків хвороби (5 завезених і 9 з місцевою передачею вірусу), внаслідок чого загальна кількість випадків досягла 9354. 21 хворий одужав, внаслідок чого загальна кількість одужань досягла 9075. на той день було зареєстровано 151 активний випадок хвороби, 5 хворих перебували в реанімації та 3 на апараті штучної вентиляції легень. Повідомлено про одну смерть, кількість померлих зросла до 128.[3]
- Нова Зеландія повідомила про 14 нових підтверджених випадків хвороби (5 з місцевою передачею та 9 завезених), загальна кількість випадків зросла до 1752 (1401 підтверджених та 351 ймовірних). Повідомлено про 13 нових одужань, загальна кількість одужань зросла до 1598. Було 132 активних випадків хвороби, 10 хворих перебували в лікарні.[4]
- У Росії кількість випадків перевищила 1 мільйон.[5]
- Сінгапур повідомив про 40 нових випадків хвороби, загальна кількість випадків зросла до 56852.[6][7]
- Україна повідомила про 2088 нових випадків хвороби та 48 нових смертей за добу, загальна кількість зросла до 123303 та 2605 відповідно; загалом одужало 57802 хворих.[8]
- У США кількість випадків хвороби перевищила 6 мільйонів.[9]

### 2 вересня
- Канада повідомила про 499 нових випадків хвороби, загальна кількість випадків зросла до 129923.[1]
- Фіджі підтвердили 2 одужання.[10]
- Малайзія повідомила про 6 нових випадків хвороби, загальна кількість випадків зросла до 9360. Одужали 4 хворих, загальна кількість одужань досягла 9079. Зареєстровано 153 активних випадки хвороби, 4 хворих у реанімації та 3 на апараті штучної вентиляції легень.[11]
- Нова Зеландія повідомила про 5 нових випадків (3 випадки місцевої передачі вірусу та 2 завезені випадки), загальна кількість випадків зросла до 1757 (1406 підтверджених і 351 ймовірних). Повідомлено про 8 нових одужань, загальна кількість одужань зросла до 1606. Було 129 активних випадків хвороби, 7 хворих перебували в лікарні, що на 3 менше, ніж попередньої доби.[12]
- Росія повідомила про 4592 нові випадки хвороби, загальна кількість випадків зросла до 1005000. Всього в країні зареєстровано 17414 смертей.[13]>
- Сінгапур повідомив про 49 нових випадків хвороби, загальна кількість випадків зросла до 56901.[14] Згодом 41 випадок було вилучено з підрахунку через адміністративні помилки, загальна кількість випадків уточнена на рівні 56860.[15]
- Україна повідомила про рекордні 2495 нових випадків за добу, а також про рекордну 51 нову смерть за добу, загальна кількість зросла до 125789 і 2656 відповідно; загалом одужало 58817 хворих.[16]
- Колишній прем'єр-міністр Італії Сільвіо Берлусконі дав позитивний результат тесту на COVID-19.

### 3 вересня
- Канада повідомила про 570 нових випадків хвороби. Це найвища добова кількість випадків з 29 серпня 2020 року, внаслідок чого загальна кількість випадків досягла 130493.[1]
- Малайзія повідомила про 14 нових випадків хвороби (4 завезених і 10 випадків місцевої передачі вірусу), загальна кількість випадків зросла до 9374. Одужали 4 хворих, загальна кількість одужань досягла 9083. Було 163 активні випадки хвороби, 4 в реанімації і 3 на штучній вентиляції легень.[17]
- Нова Зеландія повідомила про 2 нових випадки хвороби (один випадок місцевої передачі вірусу та один завезений випадок), загальна кількість випадків зросла до 1759 (1408 підтверджених та 351 ймовірних). Було повідомлено про 16 нових одужань, загальна кількість одужань зросла до 1622, а кількість активних випадків хвороби зменшилася до 115.[18]
- У Сінгапурі повідомили про 48 нових випадків хвороби, загальна кількість випадків досягла 56908.[19][20]
- Україна повідомила про 2430 нових випадків захворювання на добу та рекордно високий рівень 54 нових смертей за добу, загальна кількість зросла до 128228 і 2710 відповідно; загалом одужали 59676 хворих.[21]

### 4 вересня
- У Бразилії перевищено поріг у 4 мільйони випадків COVID-19.[22]
- Канада повідомила про 631 новий випадок хвороби. Це найвища кількість випадків за добу з 7 червня 2020 року, внаслідок чого загальна кількість випадків досягла 131124.[1]
- Фіджі підтвердили 2 нових завезених випадки хвороби після поїздки до Індії.[23]
- Малайзія повідомила про 11 нових випадків хвороби (7 завезених і 4 з місцевою передачею вірусу), загальна кількість випадків зросла до 9385. Одужали 9 хворих, внаслідок чого загальна кількість одужань досягла 9092. Зареєстровано 165 активних випадків хвороби, 4 в реанімації та 3 на штучній вентиляції легень. Кількість померлих залишилася на рівні 128.[24]
- Нова Зеландія повідомила про 5 нових випадків хвороби (3 випадки місцевої передачі вірусу та 2 завезені випадки), загальна кількість випадків зросла до 1764 (1413 підтверджених і 351 ймовірних). Повідомлено про 8 нових одужань, загальна кількість одужань зросла до 1630. Зареєстровано 112 активних випадків хвороби, 6 із яких у лікарні.[25] Пізніше того ж дня в Новій Зеландії зареєстрували одну смерть, кількість померлих зросла до 23.[26]
- У Сінгапурі повідомили про 40 нових випадків хвороби, загальна кількість випадків досягла 56948.[27][28]
- Україна повідомила про рекордні 2723 нових випадки за добу та 51 нову смерть за добу, загальна кількість зросла до 130951 та 2761 відповідно; загалом одужали 60613 хворих.[29]
- 6 гравців національної збірної Аргентини з регбі (Los Pumas), зокрема Еміліано Боффеллі, Фернандеса Кріадо та Лукаса Бура, отримали позитивний результат тестування на COVID-19.

### 5 вересня
- Канада повідомила про 648 нових випадків хвороби, загальна кількість випадків до 131772.[1]
- Індія перевищила поріг у 4 мільйони випадків хвороби.[30]
- Малайзія повідомила про 6 нових випадків хвороби, загальна кількість випадків зросла до 9391. 21 хворий одужав, загальна кількість одужань досягла 9113. Зареєстровано 150 активних випадків хвороби, 5 в реанімації та 3 на штучній вентиляції легень. Кількість померлих залишилася на рівні 128.[31]
- Нова Зеландія повідомила про 3 випадки хвороби (2 випадки місцевої передачі інфекції та один завезений). Повідомлено про одне нове одужання, загальна кількість одужань зросла до 1631. Повідомлено про 2 нові смерті, внаслідок чого загальна кількість померлих сягнула 24. Кількість активних випадків хвороби залишилася на рівні 112. 2 хворих перебували в лікарні, що на 4 менше, ніж минулого дня.[32]
- Папуа Нова Гвінея повідомила про 8 нових випадків хвороби. 12 із 22 провінцій країни повідомили про виявлення випадків хвороби. Кількість померлих залишиласяна рівні 5, зареєстровано 232 одужання. Ще 240 тестів очікували результатів у лабораторії.[33]
- У Сінгапурі повідомили про 34 нових випадки хвороби, загальна кількість випадків зросла до 56982.[34][35]
- Україна повідомила про рекордні 2836 нових випадків хвороби за добу та 50 нових смертей за добу, загальна кількість зросла до 133787 та 2811 відповідно; загалом одужали 61649 хворих.[36]

### 6 вересня
- Канада повідомила про 687 нових випадків хвороби, загальна кількість випадків зросла до 132459.[1]
- Малайзія повідомила про 6 нових випадків х (3 завезених випадки та 3 випадки місцевої передачі вірусу), загальна кількість випадків зросла до 9397. Одужали 2 хворих, загальна кількість одужань досягла 9115. Зареєстровано 154 активні випадки хвороби, 6 у реанімації та 3 на штучній вентиляції легень. Кількість померлих залишилася на рівні 128.[37][38]
- Нова Зеландія повідомила про 5 нових випадків хвороби, загальна кількість випадків зросла до 1772 (1421 підтверджених і 351 ймовірних). Повідомлено про одне нове одужання, загальна кількість одужань зросла до 1632. Нові смерті не зареєстровані, кількість смертей залишилася на рівні 24. Було 116 активних випадків хвороби, 4 з яких перебувають у лікарні.[39]
- Сінгапур повідомив про 40 нових випадків хвороби, загальна кількість випадків зросла до 57022.[40][41]
- Україна повідомила про 2107 нових випадків хвороби за добу та 35 нових смертей за добу, загальна кількість випадків зросла до 135894 та 2846 відповідно; загалом одужали 62227 хворих.[42]

### 7 вересня
Щотижневий звіт Всесвітньої організації охорони здоров'я:
- Канада повідомила про 681 новий випадок хвороби, загальна кількість випадків зросла до 133140.[1]
- Малайзія повідомила про 62 нових випадки хвороби (56 з місцевою передачею вірусу і 6 завезених), загальна кількість випадків зросла до 9459. Одужали 9 хворих, внаслідок чого загальна кількість одужань досягла 9124. Зареєстровано 207 активних випадків хвороби, 6 у реанімації та 4 на штучній вентиляції легень. Кількість померлих залишилася на рівні 128.[44]
- У Новій Зеландії повідомили про 4 нові випадки (2 випадки місцевого інфікування і 2 завезених), загальна кількість випадків зросла до 1776 (1425 підтверджених і 351 ймовірних). Повідомлено про 2 нові одужання, загальна кількість одужань зросла до 1634. Зареєстровано 118 активних випадків хвороби, 4 з яких перебували в лікарні.[45]
- У Сінгапурі повідомили про 22 нові випадки хвороби, загальна кількість випадків зросла до 57044.[46][47]
- Україна повідомила про 2174 нові випадки хвороби за добу та 31 нову смерть за добу, загальна кількість зросла до 138068 та 2877 відповідно; загалом одужали 62606 хворих.[48]

### 8 вересня
- Канада повідомила про 608 нових випадків хвороби, загальна кількість випадків зросла до 133748.[1]
- Фіджі підтвердили один завезений випадок хвороби після закордонної поїздки до Індії.[49]
- Малайзія повідомила про 100 нових випадків хвороби, загальна кількість випадків зросла до 9559. 12 хворих одужали, внаслідок чого загальна кількість одужань досягла 9136. Налічувалось 295 активних випадків хвороби, з них 7 у реанімації та 4 на штучній вентиляції легень. Кількість померлих залишилася на рівні 128.[50]
- Нова Зеландія повідомила про 6 нових випадків хвороби, загальна кількість випадків зросла до 1782 (1431 підтверджених і 351 ймовірних). Повідомлено про одне нове одужання, загальна кількість одужань зросла до 1635. Зареєстровано 123 активні випадки хвороби, 4 з яких перебували в лікарні.[51]
- Сінгапур повідомив про 47 нових випадків хвороби, загальна кількість випадків зросла до 57091.[52][53]
- Україна повідомила про 2411 нових випадків хвороби за добу та рекорд у 57 нових смертей за добу, загальна кількість зросла до 140479 та 2934 відповідно; загалом одужали 63546 хворих.[54]

### 9 вересня
- Канада повідомила про 546 нових випадків хвороби, загальна кількість випадків зросла до 134294.[1]
- У Малайзії повідомили про 24 нові випадки хвороби, загальна кількість випадків зросла до 9583. 7 хворих одужали, загальна кількість випадків зросла до 9143. зареєстровано 312 активних випадків хвороби, з них 7 у реанімації та 4 на штучній вентиляції легень. Кількість померлих залишилася на рівні 128.[55]
- Нова Зеландія повідомила про 6 нових випадків хвороби (усі випадки місцевої передачі вірусу), загальна кількість випадків зросла до 1786 (1437 підтверджених і 351 ймовірних). Повідомлено про 4 нових одужання, загальна кількість випадків зросла до 1639. Зареєстровано 125 активних випадків хвороби, 4 з них перебували в лікарні.[56]
- Сінгапур повідомив про 75 нових випадків хвороби, загальна кількість випадків зросла до 57166.[57][58]
- Україна повідомила про 2551 новий випадок хвороби за добу та 45 нових смертей за добу, загальна кількість зросла до 143030 та 2979 відповідно; загалом одужали 64703 хворих.[59]

### 10 вересня
- Канада повідомила про 634 нові випадки хвороби, загальна кількість випадків зросла до 134928.[1]
- Малайзія повідомила про 45 нових випадків хвороби, загальна кількість випадків зросла до 9628. 24 хворі одужали, загальна кількість одужань досягла 9167. Зареєстровано 333 активних випадки, з них 9 у реанімації та 5 на штучній вентиляції легень.[60]
- У Новій Зеландії повідомили про 4 нові випадки хвороби (2 випадки місцевого інфікування і 2 завезені), загальна кількість випадків зросла до 1792 (1441 підтверджених і 351 ймовірних). Повідомлено про 9 нових одужань, загальна кількість випадків зросла до 1648. Зареєстровано 120 активних випадків хвороби, 3 хворих перебували в лікарні.[61]
- У Сінгапурі повідомили про 63 нових випадки хвороби, загальна кількість випадків зросла до 57229.[62][63]
- Україна повідомила про 2582 нові випадки хвороби за добу та 44 нових випадки смерті за добу, загальна кількість зросла до 145612 і 3023 відповідно; загалом одужали 65877 хворих.[64]
- За даними Університету Джонса Гопкінса кількість смертей у світі перевищила 900 тисяч.[65]

### 11 вересня
- Канада повідомила про 704 нові випадки хвороби. Це найбільша кількість випадків за добу з 6 червня 2020 року, внаслідок чого загальна кількість випадків досягла 135632.[1]
- У Малайзії повідомили про 182 нові випадки хвороби, загальна кількість випадків зросла до 9810. Одужали 14 хворих, загальна кількість одужань досягла 9181. Зареєстровано 501 активний випадок хвороби, 9 у реанімації та 5 на штучній вентиляції легень.[66]
- Нова Зеландія повідомила про один новий випадок хвороби (місцева передача вірусу), загальна кількість випадків зросла до 1793 (1442 підтверджених і 351 ймовірних). Повідомлено про 7 нових одужань, загальна кількість випадків зросла до 1655. Налічувалось 114 активних випадків хвороби, 3 з яких були в лікарні.[67]
- Сінгапур повідомив про 86 нових випадків хвороби, загальна кількість випадків зросла до 57315.[68][69]
- Україна повідомила про рекордні 3144 нові випадки хвороби за добу та 53 нові смерті за добу, загальна кількість зросла до 14756 і 3076 відповідно; загалом одужали 67005 хворих.[70]

### 12 вересня
- Канада повідомила про 704 нові випадки хвороби. Це стало найбільшою кількістю випадків хвороби за добу з 6 червня 2020 року, внаслідокі чого загальна кількість випадків досягла 135632.[1]
- У Малайзії повідомили про 182 нових випадки хвороби, загальна кількість випадків зросла до 9810. Одужали 14 хворих, загальна кількість одужаньи досягла 9181. Зареєстровано 501 активний випадок хвороби, 9 з яких у реанімації та 5 на штучній вентиляції легень.[66]
- У Новій Зеландії повідомили про 2 нових випадки (обидва випадки місцевої передачі вірусу), загальна кількість випадків зросла до 1795 (1444 підтверджених і 351 ймовірних). Повідомлено про 8 нових одужань, загальна кількість одужань зросла до 1663. Зареєстровано 108 активних випадків хвороби, 3 з яких знаходились у лікарні.[71]
- У Сінгапурі повідомили про 42 нові випадки хвороби, загальна кількість випадків зросла до 57357.[72][73]
- Україна повідомила про 3103 нові випадки хвороби за добу та рекордно високі 72 нові смерті за добу, загальна кількість зросла до 151859 та 3148 відповідно; загалом одужали 68346 хворих.[74]

### 13 вересня
- Канада повідомила про 841 новий випадок хвороби, загальна кількість випадків зросла до 137255.[1]
- Малайзія повідомила про 47 нових випадків хвороби, загальна кількість випадків зросла до 9915. Одужали 7 хворих, загальна кількість одужань досягла 9196. Налічувався 591 активний випадок хвороби, з них 9 у реанімації та 4 на штучній вентиляції легень.[75]
- Нова Зеландія повідомила про 2 нові підтверджені випадки хвороби, загальна кількість випадків зросла до 1797 (1446 підтверджених і 351 ймовірний). Повідомлено про 13 нових одужань, загальна кількість одужань зросла до 1676. Налічувалось 97 активних випадків хвороби, 3 з яких перебували в лікарні.[76]
- Сінгапур повідомив про 49 нових випадків хвороби, загальна кількість випадків зросла до 57406.[77][78]
- Україна повідомила про 2476 нових випадків хвороби за добу та 30 нових смертей за день, загальна кількість зросла до 154335 і 3178 відповідно; загалом одужали 68893 хворі.[79]

### 14 вересня
- Щотижневий звіт Всесвітньої організації охорони здоров'я.[80]
- Канада повідомила про 913 нових випадків хвороби, загальна кількість випадків зросла до 138168.[1]
- Малайзія повідомила про 31 новий випадок хвороби, загальна кількість випадків зросла до 9946. Одужали 7 хворих, загальна кількість одужань зросла до 9203. Налічувалось 615 активних випадків хвороби, з них 11 у реанімації та 5 на штучній вентиляції легень.[81]
- Нова Зеландія повідомила про один новий випадок хвороби (місцева передача інфекції), загальна кількість випадків зросла до 1798 (1447 підтверджених і 351 ймовірних). Повідомлено про 2 нові одужання, загальна кількість одужань зросла до 1678. Налічувалось 96 активних випадків хвороби, 3 з якиз перебували в лікарні.[82]
- У Сінгапурі повідомили про 48 нових випадків хвороби, загальна кількість випадків зросла до 57454.[83][84]
- Україна повідомила про 2462 нові випадки хвороби за добу та 33 нових смерті за добу, загальна кількість випадків зросла до 156797 і 3211 відповідно; загалом одужали 69534 хворі.[85]

### 15 вересня
- Канада повідомила про 883 нові випадки хвороби, загальна кількість випадків зросла до 139051.[1]
- Малайзія повідомила про 23 нові випадки хвороби (13 з місцевою передачею інфекції і 10 завезених), загальна кількість випадків зросла до 9969. Одужали 6 хворих, внаслідок чого загальна кількість одужань досягла 9209. Налічувалось 632 активних випадків хвороби, з них 14 у реанімації та 4 на штучній вентиляції легень.[86]
- Нова Зеландія повідомила про 3 нові підтверджені випадки хвороби (всі завезені), загальна кількість випадків зросла до 1801 (1450 підтверджених і 351 ймовірних). Повідомлено про 16 нових одужань, загальна кількість одужань зросла до 1694. Налічувалось 83 активних випадки хвороби, 3 з яких знаходились у лікарні.[87]
- У Сінгапурі повідомили про 34 нові випадки хвороби, загальна кількість випадків зросла до 57488.[88][89]
- Україна повідомила про 2905 нових випадків хвороби зза добу та 53 нові смерті за добу, загальна кількість зросла до 159702 і 3264 відповідно; загалом одужали 70810 хворих.[90]

### 16 вересня
- Канада повідомила про 944 нові випадки хвороби, загальна кількість випадків зросла до 139995.[1]
- В Індії кількість випадків COVID-19 перевищила 5 мільйонів.[91]
- У Малайзії повідомили про 62 нові випадки хвороби (61 випадки місцевої передачі вірусу та один завезений), загальна кількість випадків зросла до 10031. 26 хворих одужали, загальна кількість одужань зросла до 9235. Налічувалось 668 активних випадків хвороби, з них 15 у реанімації та 3 на штучній вентиляції легень.[92]
- Нова Зеландія повідомила про один новий випадок хвороби (завезений), загальна кількість випадків зросла до 1802 (1451 підтверджених і 351 ймовірних). Повідомлено про 4 нові одужання, загальна кількість випадків зросла до 1698. Повідомлено про одну нову смерть, кількість померлих зросла до 25. Налічувалось 79 активних випадків хвороби, 3 хворих перебували в лікарні.[93]
- У Сінгапурі повідомили про 27 нових випадків хвороби, загальна кількість випадків склала 57515.[94] Крім того, один випадок був вилучений із підрахунку після хибнопозитивного результату тесту, внаслідок чого загальна кількість випадків склала 57514.[95]
- Україна повідомила про 2958 нових випадків хвороби за добу та рекордно високий рівень 76 нових смертей за добу, загальна кількість зросла до 162660 та 3340 відповідно; загалом одужали 72324 хворі.[96]

### 17 вересня
- Канада повідомила про 872 нові випадки хвороби, загальна кількість випадків зросла до 140867.[1]
- Малайзія повідомила про 21 новий випадок хвороби, загальна кількість випадків зросла до 10052. Повідомлено про 15 одужань, загальна кількість одужань зросла до 9252.[97]
- Нова Зеландія повідомила про 7 нових випадків хвороби (усі завезені), загальна кількість випадків зросла до 1809 (1458 підтверджених і 351 ймовірних). Повідомлено про 9 нових одужань, загальна кількість одужань зросла до 1707. Налічувалось 77 активних випадків хвороби, 4 з яких перебували в лікарні..[98]
- Сінгапур повідомив про 18 нових випадків хвороби, загальна кількість випадків зросла до 57532.[99]
- Україна повідомила про рекордні 3584 нові випадки хвороби за добу та 60 нових смертей за добу, загальна кількість зросла до 166244 та 3400 відповідно; загалом одужали 73913 хворих.[100]

### 18 вересня
- Канада повідомила про 1044 нові випадки хвороби, загальна кількість випадків зросла до 141911.[1]
- Малайзія повідомила про 95 нових випадків хвороби (91 випадки місцевої передачі вірусу та 4 завезені), загальна кількість випадків зросла до 10147. Одужали 14 хворих, загальна кількість одужань склала 9264. Один хворий помер, внаслідок чого кількість померлих зросла до 129.[101]
- Нова Зеландія не повідомила про нові випадки хвороби, загальна кількість випадків залишилася на рівні 1809 (1458 підтверджених і 351 ймовірних). 7 хворих одужали, внаслідок чого загальна кількість одужань досягла 1714. Налічувалось 70 активних випадків хвороби, 4 з яких перебували в лікарні.[102]
- Сінгапур повідомив про 10 нових випадків хвороби, загальна кількість випадків зросла до 57542.[103][104]
- Україна повідомила про 3228 нових випадків хвороби за добу та 68 нових смертей за добу, загальна кількість до 169472 та 3468 відповідно; загалом одужали 75486 хворих.[105]
- Президент Гватемали Алехандро Джамматтеї отримав позитивний тест на COVID-19.

### 19 вересня
- Канада повідомила про 1102 нові випадки хвороби, загальна кількість випадків зросла до 143013.[1]
- Малайзія повідомила про 20 нових випадків хвороби, загальна кількість випадків зросла до 10167. 51 хворий одужав, загальна кількість одужань досягла 9315. Повідомлено про одну нову смерть, кількість померлих зросла до 130. Налічувалось 722 активних випадки хвороби, з яких 12 перебували у відділенні інтенсивної терапії та двоє на апараті штучної вентиляції легень.[106]
- У Новій Зеландії повідомили про 2 нові випадки хвороби (один випадок місцевої передачі вірусу та один завезений), загальна кількість випадків зросла до 1811 (1460 підтверджених та 351 ймовірних). Повідомлено про 5 нових одужань, загальна кількість випадків зросла до 1719. Налічувалось 67 активних випадків хвороби, 4 з яких перебували в лікарні.[107]
- Сінгапур повідомив про 15 нових випадків хвороби, загальна кількість випадків зросла до 57557.[108][109]
- Україна повідомила про 3240 нових випадків хвороби за добу та 48 нових смертей за добу, загальна кількість зросла до 172712 та 3516 відповідно; загалом одужали 76754 пацієнтів.[110]
- За даними Університету Джонса Гопкінса, понад 30 мільйонів осіб заразилися коронавірусом, понад 20 мільйонів одужали, а щонайменше 943 тисячі померли.[111]

### 20 вересня
- Канада повідомила про 1095 нових випадків хвороби, загальна кількість випадків досягла 144108.[1]
- У Малайзії повідомили про 52 нові випадки хвороби, загальна кількість випадків зросла до 10219. 40 хворих одужали, загальна кількість одужань зросла до 9355. Налічувалось 734 активних випадки хвороби, 10 у реанімації та 2 на штучній вентиляції легень.[112]
- Нова Зеландія повідомила про 4 нові випадки хвороби, загальна кількість випадків зросла до 1815 (1464 підтверджених і 351 ймовірних). Кількість одужань залишилася на рівні 1719, а кількість померлих — 25. Зареєстровано 71 активний випадок хвороби, 3 хворих знаходились у лікарні.[113]
- У Сінгапурі повідомили про 18 нових випадків хвороби, загальна кількість випадків зросла до 57575.[114][115]
- Україна повідомила про 2966 нових випадків хвороби за добу та 41 нову смерть за добу, загальна кількість зросла до 175678 та 3557 відповідно; загалом одужали 77512 хворих.[116]

### 21 вересня
- Щотижневий звіт Всесвітньої організації охорони здоров'я.[117]
- Канада повідомила про 1307 нових випадків хвороби, загальна кількість випадків зросла до 145415.[1]
- Малайзія повідомила про 57 нових випадків хвороби, загальна кількість випадків зросла до 10276. Одужали 40 хворих, загальна кількість одужань зросла до 9395. Налічувався 751 активний випадок хвороби, з них 9 у реанімації та 2 на штучній вентиляції легень.[118]
- Нова Зеландія не повідомила про нові випадки хвороби, загальна кількість випадків залишилася на рівні 1815 (1464 підтверджених і 351 ймовірних). 9 хворих одужали, внаслідокі чого загальна кількість одужань досягла 1728. Налічувались 62 активні випадки, 3 з яких залишалися в лікарні. Кількість померлих залишилася на рівні 25.[119]
- Сінгапур повідомив про 31 новий випадок хвороби, загальна кількість випадків зросла до 57606.[120][121]
- Україна повідомила про 2675 нових випадків хвороби за добу та 26 нових смертей за добу, загальна кількість зросла до 178353 та 3583 відповідно; загалом одужали 78184 хворі.[122]
- У Сполучених Штатах Америки кількість смертей перевищила 200 тисяч.[123]

### 22 вересня
- Канада повідомила про 1248 нових випадків хвороби, внаслідок чого загальна кількість випадків досягла 146663.[1]
- Фіджі підтвердили 2 одужання.[124]
- У Малайзії повідомили про 82 нових випадки хвороби, загальна кількість випадків зросла до 10358. 168 хворих одужали, загальна кількість одужань зросла до 9563. Налічувалось 665 активних випадків хвороби, з них 9 у реанімації та 2 на штучній вентиляції легень. Кількість померлих залишилася на рівні 130.[125]
- Нова Зеландія не повідомила про нові випадки хвороби, кількість випадків залишилася на рівні 1815 (1464 підтверджених і 351 ймовірних). Один хворий одужав, загальна кількість одужань досягла 1729. Налічувалось 63 активні випадки хвороби, 3 хворих залишилися в лікарні. Кількість померлих залишилася на рівні 25.[126]
- Сінгапур повідомив про 21 новий випадок хвороби, загальна кількість випадків зросла до 57627.[127][128]
- Україна повідомила про 2884 нових випадки хвороби за добу та 59 нових смертей за добу, загальна кількість зросла до 181237 та 3642 відповідно; загалом одужав 79901 хворий.[129]

### 23 вересня
- Канада повідомила про 1090 нових випадків хвороби, загальна кількість випадків досягла 147753.[1]
- Малайзія повідомила про 147 нових випадків хвороби, загальна кількість випадків зросла до 105050. Одужали 39 хворих, загальна кількість одужань зросла до 9602. Було повідомлено про 3 нових смерті, внаслідок чого кількість померлих зросла до 133. Налічувалось 770 активних випадків хвороби, з яких 8 у відділенні інтенсивної терапії та 2 на апараті штучної вентиляції легень.[130]
- Нова Зеландія повідомила про 4 нові підтверджені та 5 імовірних випадків хвороби, загальна кількість випадків зросла до 1824 (1468 підтверджених та 356 ймовірних). 8 хворих одужали, загальна кількість одужань досягла 1737. Налічувалось 62 активних випадки хвороби, 3 з яких залишалися в лікарні. Кількість померлих залишилася на рівні 25.[131]
- Сінгапур повідомив про 12 нових випадків хвороби, загальна кількість випадків зросла до 57639.[132]
- Україна повідомила про 3497 нових випадків хвороби за добу та 63 нові смерті на добу, загальна кількість зросла до 184734 та 3705 відповідно; загалом одужали 81670 хворих.[133]

### 24 вересня
- Канада повідомила про 1341 новий випадок хвороби, загальна кількість випадків зросла до 149049.[1]
- Малайзія повідомила про 71 новий випадок хвороби, загальна кількість випадків зросла до 10576. Одужали 64 хворі, загальна кількість одужань зросла до 9666. Налічувалось 777 активних випадків хвороби, з них 6 у реанімації та 2 на штучній вентиляції легень.[134]
- Нова Зеландія повідомила про 3 випадки хвороби, загальна кількість випадків зросла до 1827 (1471 підтверджених і 356 ймовірних). Кількість одужань залишилася на рівні 1737, а кількість померлих — 25. Налічувалось 65 активних випадків хвороби, з яких 3 перебували в лікарні.[135]
- Сінгапур повідомив про 15 нових випадків хвороби, загальна кількість випадків зросла до 57654.[136]
- Україна повідомила про 3372 нові випадки хвороби за добу та 52 нові смерті за добу, загальна кількість випадків зросла до 188106 і 3757 відповідно; загалом одужали 83458 хворих.[137]

### 25 вересня
- Канада повідомила про 1362 нові випадки хвороби, загальна кількість випадків зросла до 150456.[1]
- Малайзія повідомила про 111 нових випадків хвороби, загальна кількість випадків зросла до 10685. 30 хворих одужали, внаслідок чого загальна кількість одужань досягла 9696. Налічувалось 858 активних випадків хвороби, 4 знаходились у реанімації та 3 на штучній вентиляції легень.[138]
- Нова Зеландія повідомила про 2 нових випадки хвороби, загальна кількість випадків зросла до 1829 (1473 підтверджених і 356 ймовірних). Повідомлено про 7 нових одужань, загальна кількість випадків зросла до 1744. Налічувалось 60 активних випадків хвороби, 3 з яких перебували в лікарні. Минулої доби проведено 6465 тестів на коронавірус.[139]
- У Сінгапурі повідомили про 11 нових випадків хвороби, загальна кількість випадків зросла до 57665.[140][141]
- Україна повідомила про 3565 нових випадків хвороби за добу та 70 нових смертей за добу, загальна кількість зросла до 191671 та 3827 відповідно; загалом одужали 85133 хворих.[142]
- У Сполучених Штатах Америки кількість випадків COVID-19 перевищила 7 мільйонів.[143]

### 26 вересня
- Канада повідомила про 1343 нові випадки хвороби, загальна кількість випадків зросла до 151799.[1]
- У Малайзії повідомили про 82 нові випадки хвороби, загальна кількість випадків зросла до 10769. Зареєстровано 89 нових одужань, загальна кількість одужань зросла до 9785. Налічувався 851 активний випадок хвороби, 8 у реанімації та 4 на штучній вентиляції легень.[144]
- Нова Зеландія повідомила про 2 нових випадки хвороби (один завезений і один історичний випадок), загальна кількість випадків зросла до 1831 (1475 підтверджених і 356 ймовірних). Повідомлено про одне нове одужання, загальна кількість одужань зросла до 1745. Налічувався 61 активний випадок, 2 хворих перебували в лікарні.[145]
- Сінгапур повідомив про 20 нових випадків хвороби, загальна кількість випадків досягла 57685.[146][147]
- Україна повідомила про рекордні 3833 нові випадки хвороби за добу та повторила попередній рекорд у 76 нових смертей за добу, загальна кількість зросла до 195504 та 3903 відповідно; загалом одужали 86873 хворі.[148]

### 27 вересня
- Канада повідомила про 1763 нові випадки хвороби, загальна кількість випадків зросла до 153562.[1]
- Малайзія повідомила про 150 нових випадків хвороби, загальна кількість випадків зросла до 10919. 50 хворих одужали, загальна кількість одужань досягла 9835. Один хворий помер, кількість померлих зросла до 134. Налічувалось 950 активних випадків хвороби, 6 у реанімації та 4 на апараті штучної вентиляції легень.[149]
- Нова Зеландія повідомила про 2 нових випадки хвороби (обидва завезені), загальна кількість випадків зросла до 1833 (1477 підтверджених і 356 ймовірних). Було зареєстровано 4 нових одужання, загальна кількість одужань зросла до 1749. Налічувалось 59 активних випадків хвороби, один з яких перебував у лікарні.[150]
- Сінгапур повідомив про 15 нових випадків хвороби, загальна кількість випадків зросла до 57700.[151]
- Україна повідомила про 3130 нових випадків хвороби за добу та 56 нових смертей за добу, загальна кількість зросла до 198634 та 3959 відповідно; загалом одужали 87882 хворі.[152]
- У світі кількість смертей від коронавірусної хвороби перевищила 1 мільйон.[153]

### 28 вересня
Щотижневий звіт Всесвітньої організації охорони здоров'я:
- Канада повідомила про 1739 нових випадків хвороби, загальна кількість випадків зросла до 155301.[1]
- Малайзія повідомила про 115 випадків хвороби, загальна кількість випадків зросла до 11034. 54 хворих одужали, загальна кількість випадків зросла до 9889. Налічувалось 1011 активних випадків хвороби, з них 8 у реанімації та 5 на штучній вентиляції легень.[155]
- Нова Зеландія не повідомила про нові випадки хвороби, загальна кількість випадків залишилася на рівні 1833 (1477 підтверджених і 356 ймовірних). Повідомлено про 4 нові одужання, загальна кількість одужань зросла до 1753. Налічувались 55 активних випадків хвороби.[156]
- Сінгапур повідомив про 15 нових випадків хвороби, загальна кількість випадків зросла до 57715.[157][158]
- Україна повідомила про рекордні 2671 нових випадків хвороби і 37 нових смертей за день, внаслідок чого загальна кількість досягла 201305 і 3996 відповідно; загалом одужали 88453 хворі.[159]
- В Індії кількість випадків COVID-19 перевищила 6 мільйонів.[160]

### 29 вересня
- Канада повідомила про 1660 нових випадків хвороби, загальна кількість випадків досягла 156961.[1]
- Малайзія повідомила про 101 новий випадок хвороби, загальна кількість випадків зросла до 11135. 50 хворих одужали, внаслідок чого загальна кількість одужань досягла 9939. Було зареєстровано 1062 активні випадки хвороби, з них 13 у реанімації та 5 на штучній вентиляції легень.[161]
- Нова Зеландія повідомила про 2 нові підтверджені випадки хвороби (обидва завезені), загальна кількість випадків зросла до 1835 (1479 підтверджених і 356 імовірних). Було повідомлено про 2 нові одужання, загальну кількість одужань зросла до 1755. Налічувалось 55 активних випадків хвороби.[162]
- Сінгапур повідомив про 15 нових випадків хвороби, загальна кількість випадків зросла до 57715.[157][158]
- Україна повідомила про 2671 новий випадок хвороби за добу та 37 нових смертей за добу, загальна кількість зросла до 201305 та 3996 відповідно; загалом одужали 88453 хворі.[163]
- Ефіопська легкоатлетка-марафонка Дегіту Азімерау отримала позитивний результат тесту на COVID-19, і утрималася віду часті в Лондонському марафоні 2020 року.

### 30 вересня
- Канада повідомила про 1797 нових випадків хвороби, внаслідок чого загальна кількість випадків досягла 158758.[1]
- Малайзія повідомила про 89 нових випадків хвороби, загальна кількість випадків зросла до 11124. Одужали 28 хворих, загальна кількість одужань досягла 9967. Повідомлено про 2 нові смерті, внаслідок чого кількість померлих зросла до 136. Налічувались 1124 активні випадки хвороби, з них 16 у відділенні інтенсивної терапії та 3 на апараті штучної вентиляції легень.[164]
- Нова Зеландія повідомила про один новий випадок хвороби, загальна кількість випадків до 1836 (1480 підтверджених і 356 ймовірних). 12 хворих одужали, загальна кількість одужань досягла 1767. Налічувались 44 активних випадки хвороби, один з яких перебував у лікарні.[165]
- У Сінгапурі повідомили про 23 нові випадки хвороби, загальна кількість випадків зросла до 57765.[166][167]
- Україна повідомила про рекордні 4027 нових випадків хвороби за день і 64 нових випадки смерті за день, загальна кількість зросла до 208959 і 4065 відповідно; загалом одужали 92360 хворих.[168]

## Резюме
Протягом вересня 2020 року жодна нова країна чи територія не підтвердили перші випадки хвороби.
Станом на кінець вересня лише такі країни та території не повідомляли про випадки зараження SARS-CoV-2:
Африка
- Острови Святої Єлени, Вознесіння і Тристан-да-Кунья

Азія
- Кокосові острови
- Острів Різдва
- Північна Корея
- Туркменістан

Європа
- Шпіцберген ( Норвегія)

Океанія
- Американське Самоа
- Острови Кука
- Кірибаті
- Маршаллові Острови
- Федеративні Штати Мікронезії
- Науру
- Ніуе
- Острів Норфолк
- Палау
- Піткерн
- Самоа
- Соломонові Острови
- Токелау
- Тонга
- Тувалу
- Вануату
- Волліс і Футуна